# اغتيال السادات
اغتيال الرئيس محمد أنور السادات أو حادث المنصة أو عملية الجهاد الكبرى كانت خلال عرض عسكري أقيم بمدينة نصر بالقاهرة في 6 أكتوبر 1981 احتفالاً بالانتصار الذي تحقق خلال حرب أكتوبر 1973. نفذ عملية الاغتيال الملازم أول خالد الإسلامبولي الذي حكم عليه بالإعدام رمياً بالرصاص لاحقاً في أبريل 1982. وعقب الاغتيال تولى صوفي أبو طالب رئاسة الجمهورية مؤقتا لمدة ثمانية أيام وذلك من 6 إلى 14 أكتوبر 1981 حتى تم انتخاب محمد حسني مبارك رئيساً للجمهورية تمت هذه العملية المشئومة بمباركة صدام حسين رئيس العراق الذى صرح علانية بإغتيال السادات قبل إغتياله بأسبوع هو وجميع رؤساء العرب ولم يكن سرا إن كان مبارك يتعامل مع صدام حسين فى السر وينقل له أسرار الدولة من وراء ظهر السادات بما فيها تورطه الصريح بمقتل المشير أحمد بدوى الذى كان يهدد بقاء مبارك فى منصبه كنائب لرئيس الجمهورية حتى يستطيع مبارك بسهولة إغتيال السادات التى تم الاتفاق عليها مع صدام حسين رئيس العراق فى وثائق سرية لدى وكالة المخابرات المركزية الأمريكية والتى لن يرفع عنها السرية الابعد مرور ٥٠ عاماً بعد وقوع الاغتيال والتى تثبت هذه التهم لمبارك وغيره وأطراف أمريكية أخرى مذكورة بالإسم فى ارشيف الأمن القومي الأمريكي.

## حادث الاغتيال
بدأ العرض العسكري في الساعة 11 صباحاً يوم 6 أكتوبر 1981 وجلس الرئيس أنور السادات وإلى يمينه نائبه حسني مبارك ، ثم الوزير العُماني شبيب بن تيمور مبعوث السلطان قابوس، وإلى يساره المشير عبد الحليم أبو غزالة وزير الدفاع ثم سيد مرعي، ثم عبد الرحمن بيصار شيخ الأزهر في ذلك الوقت. كان الحاضرون يستمتعون بمشاهدة العرض، خصوصاً طائرات «الفانتوم» وهي تمارس ألعاباً بهلوانية في السماء، ثم انطلق صوت المذيع الداخلي «الآن تجيئ المدفعية». وتقدم قائد طابور المدفعية لتحية المنصة، وحوله عدد من راكبي الدراجات النارية، وفجأة توقفت إحدى الدّراجات بعد أن أصيبت بعطل مفاجئ، ونزل قائدها وراح يدفعها أمامه، لكن سرعان ما انزلقت قدَمه، ووقع على الأرض، والدّراجة فوقه فتدخّل جندي كان واقفاً إلى جوار المنصة، وأسعفه بقليل من الماء.
كل هذا حدث أمام الرئيس والجمع المحيط به، وأسهمت تشكيلات الفانتوم وألعابها في صرف نظر الحاضرين واهتمامهم، لذا عندما توقفت سيارة خالد الإسلامبولي، فيما بعد ظُنَّ أنها تعطّلت، كما تعطّلت الدّراجة النارية. في تمام الثانية عشرة وعشرين دقيقة، كانت سيارة الإسلامبولي، وهي تجرّ المدفع الكوري الصنع عيار 130مم، وقد أصبحت أمام المنصة تماماً، وفي لحظات وقف القناص (حسين عباس)، وأطلق دفعة من الطلقات، استقرت في عنق السادات، بينما صرخ خالد الإسلامبولي بالسائق يأمره بالتوقف، ونزل مسرعاً من السيارة، وألقى قنبلة ثم عاد وأخذ رشاش السائق وطار مسرعاً إلى المنصة. كان السادات قد نهض واقفاً بعد إصابته في عنقه وهو يصرخ، بينما اختفى جميع الحضور أسفل كراسيهم. وتحت ستار الدخان، وجّه الإسلامبولي دفعة طلقات جديدة إلى صدر السادات، في الوقت الذي ألقى فيه كل من عطا طايل بقنبلة ثانية، لم تصل إلى المنصة، ولم تنفجر، وعبد الحميد بقنبلة ثالثة نسي أن ينزع فتيلها فوصلت إلى الصف الأول ولم تنفجر هي الأخرى. بعدها قفز الثلاثة وهم يصوّبون نيرانهم نحو الرئيس. وكانوا يلتصقون بالمنصة يمطرونه بالرصاص. سقط السادات على وجهه مضرجاً في دمائه، بينما كان سكرتيره الخاص فوزي عبد الحافظ يحاول حمايته برفع كرسي ليقيه وابل الرصاص، فيما كان أقرب ضباط الحرس الجمهوري، عميد يدعى (أحمد سرحان)، يصرخ بهستيريا «إنزل على الأرض يا سيادة الرئيس»، لكن صياحه جاء بعد فوات الأوان. صعد عبد الحميد سلم المنصة من اليسار، وتوجّه إلى حيث ارتمى السادات، ورَكَله بقدَمه، ثم طعنه بالسونكي، وأطلق عليه دفعة جديدة من الطلقات، فيما ارتفع صوت الأسلامبولي يؤكد أنهم لا يقصدون أحداً إلا السادات. بعدها انطلقوا يركضون عشوائياً، تطاردهم عناصر الأمن المختلفة، وهي تطلق النيران. ولقد قام المصور مكرم جاد الكريم بتوثيقه لحظة الاغتيال ب45 صورة.
لم يكن السادات هو الضحية الوحيد للحادث فقد سقط سبعة آخرون هم:
- اللواء أركان حرب حسن علام.
- خلفان ناصر محمد (من الوفد العماني).
- المهندس سمير حلمي إبراهيم.
- الأنبا صموئيل.
- محمد يوسف رشوان (المصور الخاص بالرئيس).
- سعيد عبد الرؤوف بكر.
- شانج لوي (صيني الجنسية).

## الناجون من الحادث
- محمد حسني مبارك نائب رئيس الجمهورية (1975 - 1981)
- المشير عبد الحليم أبو غزالة وزير الدفاع (1981 - 1989)

## الشخصيات الأساسية الضالعة في الاغتيال

حادث الاغتيال كما صورته عدسات الصحافيين

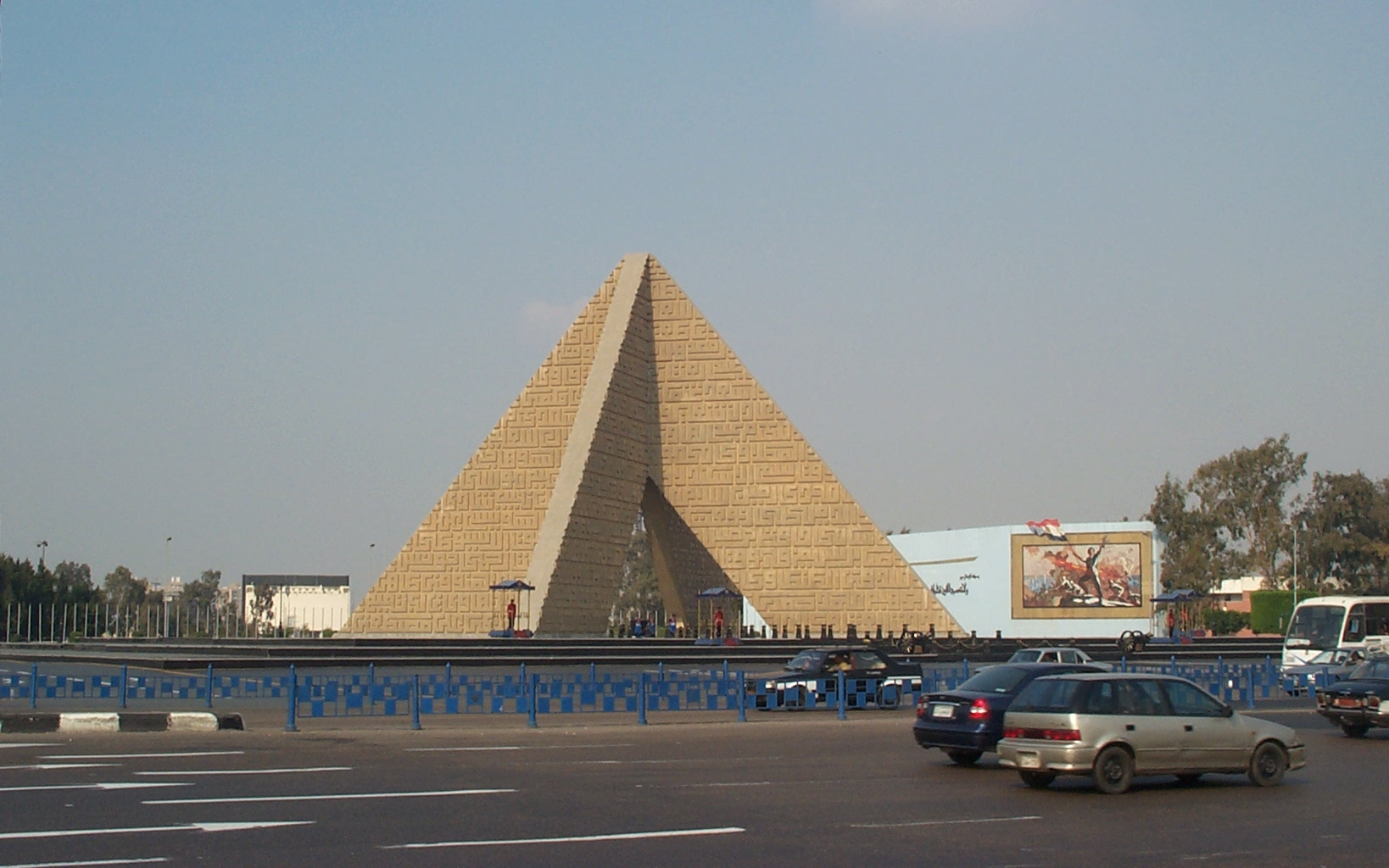
قبر الجندي المجهول الذي اغتيل السادات أمامه

- خالد الإسلامبولي: ضابط عامل باللواء 333 مدفعية، هو المخطط والمنفذ الرئيسي لعملية الاغتيال، ترجل من سيارته أثناء العرض بعد إجبار سائقها - والذي لم يكن مشتركاً في العملية - على إيقاف السيارة، ثم اتخذ طريقه بشكل مباشر نحو المنصة وهو يطلق النار بغزارة على الصف الأول مستهدفاً السادات، وبالفعل استطاع توجيه رصاصات نافذة إلى صدر السادات بشكل عام وقلبه بشكل خاص وكانت من أسباب وفاته، أصيب في ساحة العرض وقُبض عليه وحوكم بالإعدام رمياً بالرصاص بعد ذلك.
- عبود الزمر: ضابط بالمخابرات الحربية شارك في تخطيط وتنفيذ في عملية الاغتيال وهو الذي اختار فكرة الهجوم بشكل مباشر على المنصة من الأمام من خلال عدة بدائل كانت مطروحة آنذاك منها مهاجمة المنصة بواسطة إحدى طائرات العرض العسكري أو مهاجمة استراحة السادات أثناء إقامته فيها.[بحاجة لمصدر] وصدر عليه حكمان بالسجن في قضيتي اغتيال السادات (25 عاماً) وتنظيم الجهاد (15 عاماً) وقد قررت المحكمة التنحي عن النظر في الاستشكال الذي تقدم به عبود الزمر في 2007.[3]
- حسين عباس: قناص بالقوات المسلحة، كان ضمن فريق الاغتيال المنفذ للعملية، وكان يجلس فوق سيارة نقل الجنود التي كانت تقل فريق التنفيذ، وانتظر حتى حصل على فرصة اقتناص السادات وبالفعل أطلق طلقة واحدة اخترقت رقبة الرئيس الراحل وكانت من الأسباب الرئيسية لوفاته، وبعد قنص السادات ترجل من السيارة وتابع ما حدث لزملائه من خلال تسلله إلى المنصة للمشاهدة ثم رحل كأي شخص عادى ولم يُقبض عليه إلا بعد ثلاثة أيام من خلال اعترافات زملاؤه تحت التعذيب.[4]
- عطا طايل: ملازم أول مهندس احتياط
- عبد الحميد عبد السلام: ضابط سابق بالدفاع الجوي

كما يتهم عمر عبد الرحمن وهو إمام لمسجد، بأن فتوى له كانت دافعاً للاغتيال [بحاجة لمصدر] وتم محاكمته في هذه القضية في مصر وحصل على البراءة.

## الأسلحة المستخدمة في عملية الاغتيال
استخدم المهاجمون بنادق هجومية طراز أيه كيه أم نسخة المعادي ورشاش كارل غوستاف إم/45 نسخة بورسعيد وألقوا قنابل يدوية سوفيتية الصنع طراز آر جي دي-5.

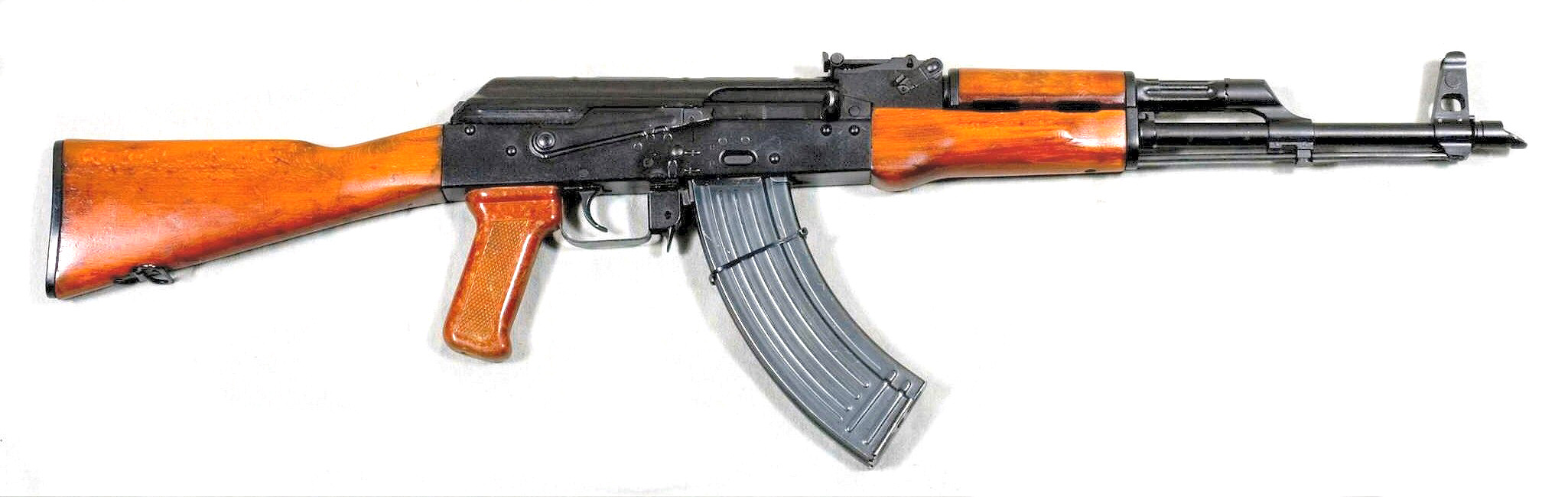
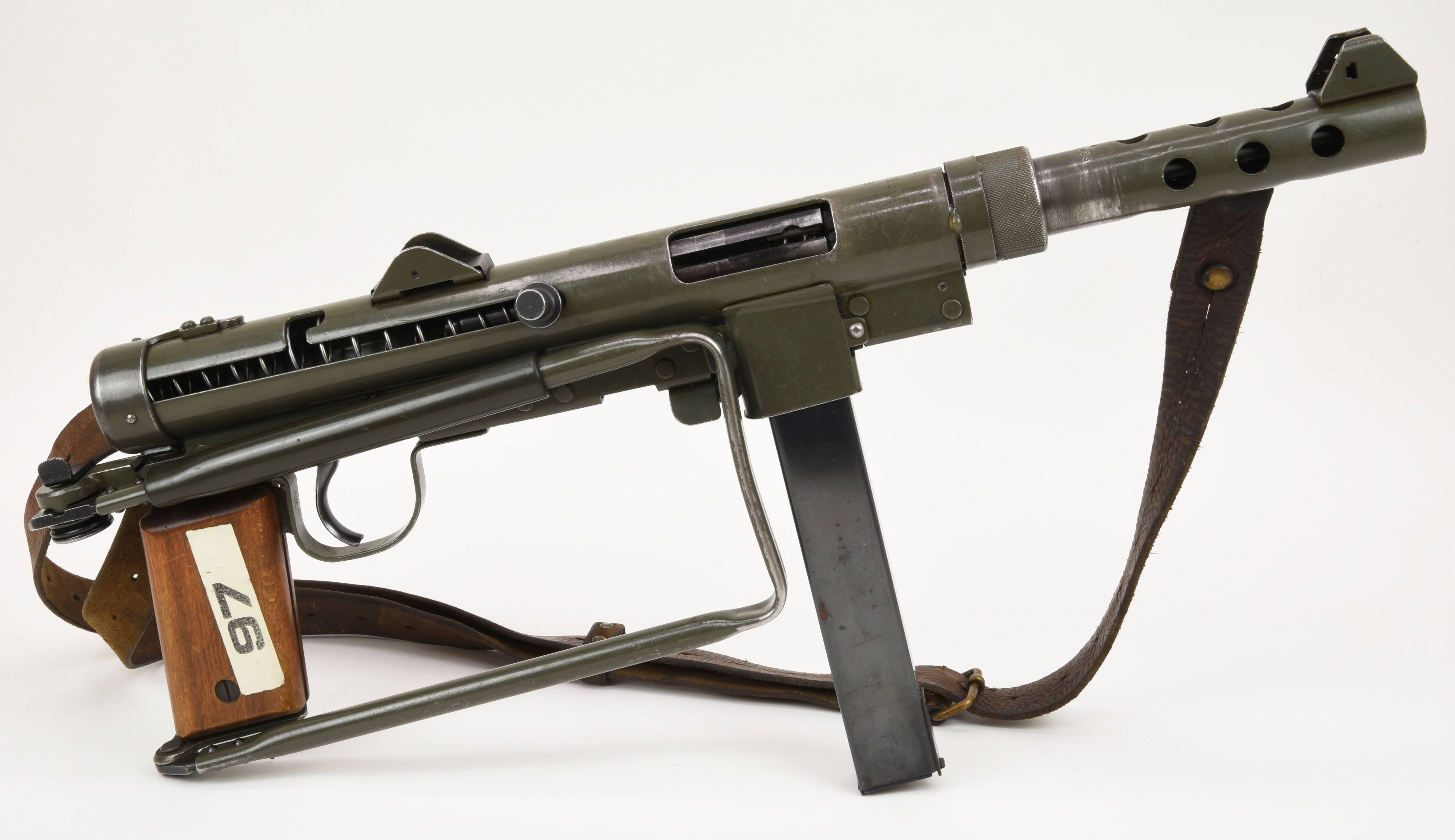
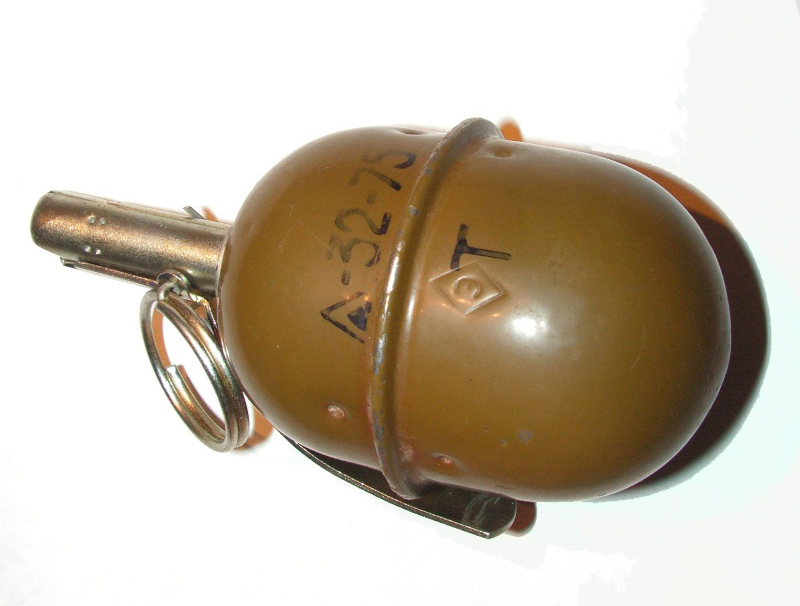

## معرض الصور

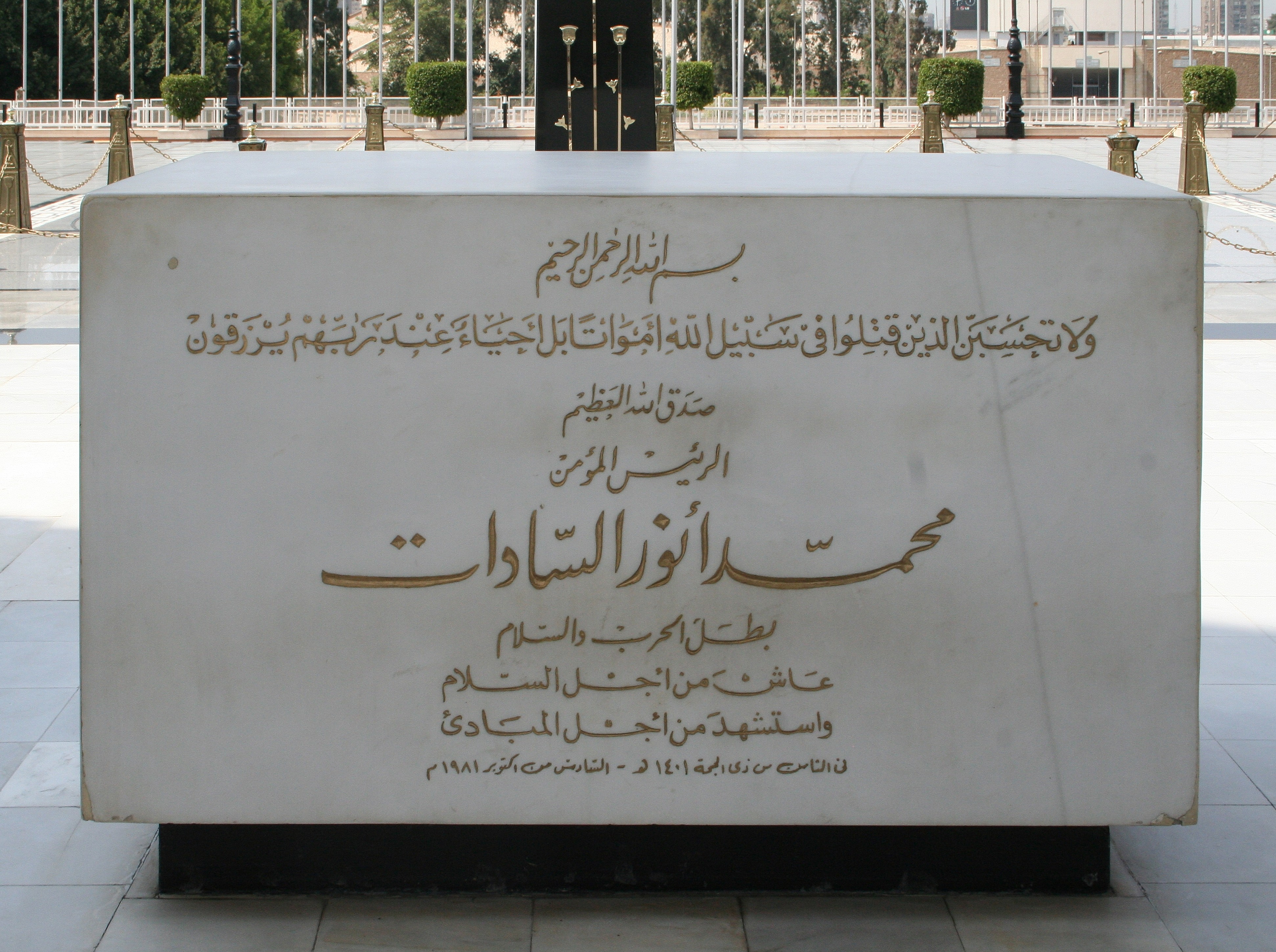
قبر السادات
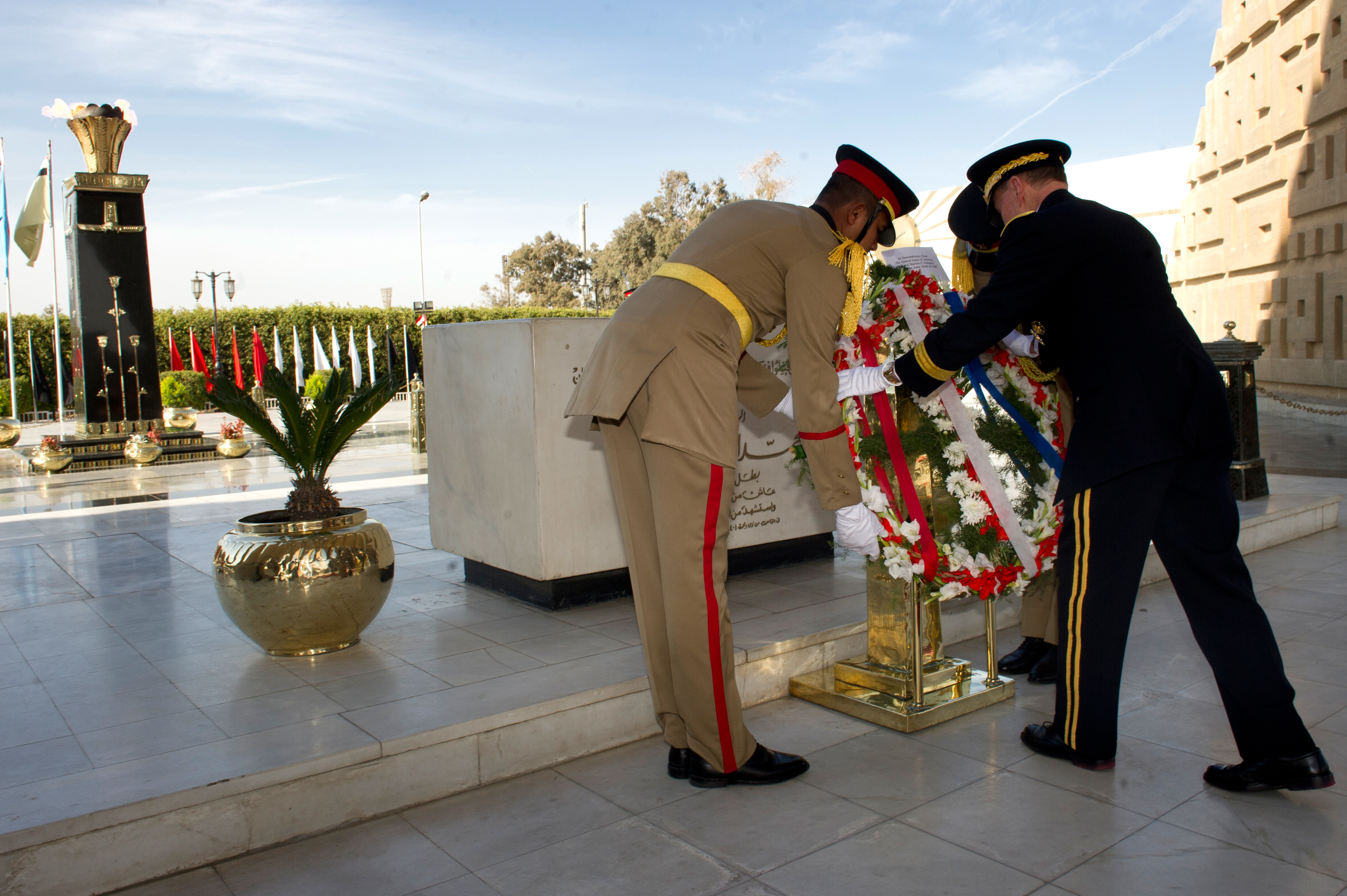

## اقرأ أيضاً
- إعدام فرعون

## وصلات خارجية
- الجريمة السياسية اغتيال أنور السادات إنتاج قناة الجزيرة